# Riedelia urceolata
Riedelia urceolata är en enhjärtbladig växtart som beskrevs av Theodoric Valeton. Riedelia urceolata ingår i släktet Riedelia och familjen Zingiberaceae. Inga underarter finns listade i Catalogue of Life.